# Château de Saint-Micaud
Le château de Saint-Micaud est situé sur la commune de Saint-Micaud en Saône-et-Loire, à flanc de pente, en contrebas de l'église et de la route.

## Description
Le château, bâti au XVIIe siècle, est constitué d'un corps central de plan rectangulaire entre deux gros pavillons carrés en légère avancée sur sa façade occidentale. Il comprend un rez-de-chaussée et deux étages, soulignés par trois bandeaux qui règnent tout autour de l'édifice.
Les fenêtres de la façade orientale ont été pourvues au XIXe siècle de balconnets à appuis-corps en fer forgé, aménagés en avant de leurs allèges. À la même époque, une porte passante, surmontée d'un fronton cintré et précédée d'un escalier, a été percée entre le rez-de-chaussée et le premier étage de la façade occidentale. L'autre façade est précédée d'une vaste cour rectangulaire entourée de communs et fermée par une grille et une porte cochère sans couronnement, donnant sur la route.
Le château, propriété privée, ne se visite pas.

## Historique
- XVIe siècle : la terre semble avoir été détachée, à cette époque, de la châtellenie de Mont-Saint-Vincent, qui faisait partie du domaine ducal, puis royal et engagée à François Royer qui en prend le titre
- fin de l'Ancien Régime : Aimé-Bernard de Royer, comte de Saint-Micaud, capitaine de dragons au régiment de Montmorin, est le dernier représentant des Royer à Saint-Micaud
- XXe siècle : propriété de M. E. de Fréminville

### Armoiries
- Royer de Saint-Micaud :  Écartelé : aux 1 et 4 d'azur à trois étoiles d'or, au lion du même en cœur; aux 2 et 3 d'azur à la fasce d'argent, chargée de trois aiglettes de sable, accompagnées de trois étoiles d'or